# رويال ر. إينغيرسول الثاني
رويال ر. إينغيرسول الثاني هو ضابط فلبيني، ولد في 17 ديسمبر 1913 في مانيلا في الفلبين، وتوفي في 6 يونيو 1942 في يو أس أس هورنيت في الولايات المتحدة.